# Onobrychis afghanica
Onobrychis afghanica är en ärtväxtart som beskrevs av Sirj. och Karl Heinz Rechinger. Onobrychis afghanica ingår i släktet esparsetter, och familjen ärtväxter.

## Underarter
Arten delas in i följande underarter:
- O. a. afghanica
- O. a. brachycalyx
- O. a. codringtonii